# Ха-Кармели, Элияху
Элияху Ха-Кармели (ивр. אליהו הכרמלי‎, при рождении Эльяху Лулу; 1 августа 1891 года, Хайфа — 21 декабря 1952 года, Иерусалим, Израиль) — израильский политик, депутат кнессета 1-го и 2-го созыва от партии рабочих в Эрец-Исраэль (МАПАЙ).

## Биография
Элияху (Элиягу) Лулу родился в Хайфе в Османской империи (сейчас Израиль). Учился в школе «Альянса» в Хайфе и в педагогическом колледже «Альянса» в Париже.
В 1920—1930-х годах преподавал в Тверии, Менахемии и Явниэле. Был членом «Ха-Поэ́ль ха-Цаи́р» (дословно: молодой рабочий) — сионистской рабочей партии, председателем филиала Профсоюза учителей в Нижней Галилее и председателем Профсоюза «Халуцей ха-Мизрахи».
После объединения в 1930 году «Ха-Поэ́ль ха-Цаи́р» и «Ахдут ха-Авода» в партию МАПАЙ Элияху Ха-Кармели переехал в Иерусалим и присоединился к деятельности МАПАЙ в городе. Ха-Кармели направляли с поручениями в Марокко и Тунис.
В 1949 был избран в кнессет 1-го созыва от партии МАПАЙ и переизбран в 1951 году. Работал в комиссии по услугам населению и комиссии по образованию и культуре.
Скончался 21 декабря 1952 года, его место в кнессете получил Шломо Хилель.